# Dmitri Kamenshchikov
Bản mẫu:Eastern Slavic name
Dmitri Sergeyevich Kamenshchikov (tiếng Nga: Дмитрий Сергеевич Каменщиков; sinh ngày 27 tháng 8 năm 1998) là một cầu thủ bóng đá người Nga. Anh thi đấu cho F.K. Neftekhimik Nizhnekamsk theo dạng cho mượn từ F.K. Rubin Kazan.

## Sự nghiệp câu lạc bộ
Anh thi đấu trận đầu tiên cho đội một của F.K. Rubin Kazan vào ngày 24 tháng 9 năm 2015 trong trận đấu tại Cúp quốc gia Nga trước FC SKA-Energiya Khabarovsk which his team lost 0-2.